# Bundesgerichtsgesetz
Das Bundesgesetz über das Bundesgericht (kurz Bundesgerichtsgesetz, BGG, SR 173.110) vom 17. Juni 2005 regelt die Stellung und Organisation des schweizerischen Bundesgerichts sowie das Verfahren vor dem Bundesgericht. Das Bundesgerichtsgesetz stützt sich auf Art. 188–191c der Bundesverfassung.
Das Bundesgerichtsgesetz trat am 1. Januar 2007 in Kraft und ersetzte das Bundesrechtspflegegesetz vom 16. Dezember 1943. Zentrale Änderung war dabei die Schaffung eines neuen Rechtsmittelsystems mit einer Einheitsbeschwerde. Das Inkrafttreten des Bundesgerichtsgesetzes bildete den Teil einer umfassenden Justizreform.